# Yūji Miyahara
Yūji Miyahara (japanisch 宮原 裕司 Miyahara Yūji; * 19. Juli 1980 in der Präfektur Fukuoka) ist ein ehemaliger japanischer Fußballspieler.

## Karriere
Miyahara erlernte das Fußballspielen in der Schulmannschaft der Higashi Fukuoka High School. Seinen ersten Vertrag unterschrieb er 1999 bei den Nagoya Grampus Eight. Der Verein spielte in der höchsten Liga des Landes, der J1 League. Für den Verein absolvierte er zwei Erstligaspiele. 2002 wechselte er zum Zweitligisten Avispa Fukuoka. Für den Verein absolvierte er 48 Spiele. 2005 wechselte er zum Ligakonkurrenten Sagan Tosu. Für den Verein absolvierte er 31 Spiele. Im September 2005 wurde er an den Erstligisten Cerezo Osaka ausgeliehen. Für den Verein absolvierte er 12 Erstligaspiele. Im Juni 2006 kehrte er zu Sagan Tosu zurück. Für den Verein absolvierte er 13 Spiele. Im Juni 2007 wechselte er zum Ligakonkurrenten Ehime FC. Für den Verein absolvierte er 47 Spiele. 2009 wechselte er zum Ligakonkurrenten Avispa Fukuoka. Für den Verein absolvierte er 36 Spiele. Ende 2009 beendete er seine Karriere als Fußballspieler.

## Erfolge
Nagoya Grampus Eight
- Kaiserpokal

Sieger: 1999